# Херман, Абанда
Ахмад Абанда Херман (фр. Ahmad Abanda Herman; 20 февраля 1979 год, Яунде, Камерун) — камерунский футболист, защитник индонезийского клуба «Барито Путера».

## Карьера

### Клубная карьера
В 2001 году играл за клуб «Ахилл» из Яунде, выступающий в одном из низших дивизионов чемпионата Камеруна. С 2002 по 2003 год играл в одном из самых сильных клубов Камеруна в «Канон Яунде». В 2004 году перебрался на Индонезию, где сначала выступал за «ПСМ Макасар», с 2006 по 2010 годы играл за команду «Персия Джакарта», в том же 2010 году перебрался в «Персема Маланг». С 2010 года игрок «Персиб Бандунга»

## Личная жизнь
Днем 18 апреля 2013 года в одной из мечетей Бандунга принял ислам, добавив к своему имени также мусульманское имя Ахмед

## Достижения
Канон Яунде
- Чемпион Камеруна (1): 2002